# Pulsar-Synthese
Die Pulsar-Synthese ist eine von Curtis Roads beschriebene Art der synthetischen Klangerzeugung und gehört zu der Gruppe der Granularsynthese. Während bei anderen Syntheseformen ein ganzes Band aus der bestimmten Wellenform erzeugt und dann je nach Frequenz gepitch-shiftet wird, erzeugen die Oszillatoren der Pulsar-Synthese einzelne Perioden aus Pulsaretlänge und Intergrain-Zeit, die unabhängig von der Grundfrequenz in ihrer Länge verändert werden können.

## Funktionsweise
Die Oszillatoren der Pulsar-Synthese sind Klangerzeuger, welche das übliche Rohmaterial an Wellenformen (wie beispielsweise Sinus oder Sägezahn) zur Verfügung stellen. Sie unterscheiden sich von anderen Syntheseformen nur darin, dass sie die Wellenform in einzelnen Impulsen (Grains) erzeugen und die Pulsaretlänge schon bei der Erzeugung veränderbar ist. Ein Grain besteht aus der Pulsaretlänge, welche die eigentliche Wellenform beinhaltet und die Integrain-Zeit. Die Integrain-Zeit ist die Nulllinie, um die Periode zu füllen. Diese Grains werden, wie bei jeder anderen Form der Granularsynthese, je nach Grundfrequenz kopiert und zusammengesetzt. Durch starke Erhöhung der Pulsaretlänge kann es dazu führen, dass diese länger als die Grundperiode wird. Dadurch wird der nächste Pulsaret schon vor dem Ende des vorherigen gestartet und überlappt diesen für einen kurzen Augenblick.

## Unterschied zur Pulsweitenmodulation
Die Pulsweitenmodulation ist eine Modulationsart, die bei vielen Syntheseformen Anwendung findet und ist somit keine eigene Syntheseart. Dabei kann die Breite des Impulses (Pulsaretlänge) verändert werden, die Periode bleibt jedoch gleich. Somit wird nur das Verhältnis von Pulsaretlänge und Integrain-Zeit direkt verändert, während die konstanten Perioden als ganzes Band der Wellenform je nach gewünschter Frequenz gepitchshifted werden. Bei der Pulsar-Synthese hingegen können die einzelnen Bestandteile der Periode (Pulsaretlänge und Integrain-Zeit) variabel beeinflusst werden. Somit kann beispielsweise Pulsaretlänge und Integrain-Zeit vergrößert werden, während das Verhältnis gleich bleibt. Dies ist möglich, weil die nächste Periode bereits gestartet werden kann, bevor die vorherige abgeschlossen ist. Somit gilt die Pulsar-Synthese auch als eigenständige Syntheseform.

## Verwendung
Der erste VSTi-Synthesizer, welcher mit der Pulsar-Synthese arbeitet, ist der in 2011 erschienene NUKLEAR von Hamburg-Audio.
Die Impuls-Modeling-Synthese (IMS) ist eine Weiterentwicklung der Pulsar-Synthese. Sie wurde im 2013 erschienenen RayBlaster von Tone2 eingesetzt.